# Tiit Lääne
Tiit Lääne (nascido a 21 de outubro de 1958) é um desportista e jornalista desportivo estoniano.
Nasceu em Jõgeva. Em 1986 graduou-se no Instituto Pedagógico de Tallinn em educação física. Na sua juventude praticou diversas modalidades desportivas, incluindo decatlo e bandy. Ele também foi membro da seleção nacional da Estónia.
A sua carreira jornalística começou em 1979. De 1987 a 1992 foi correspondente especial do jornal Maaleht. Foi editor de vários jornais, incluindo Eesti Spordileht e Eesti Päevaleht.
Ele também actuou na política, no Município Rural de Jõgeva.